# Монарх-довгохвіст маскаренський
Монарх-довгохвіст маскаренський (Terpsiphone bourbonnensis) — вид горобцеподібних птахів родини монархових (Monarchidae). Мешкає на Маскаренських островах.

## Опис

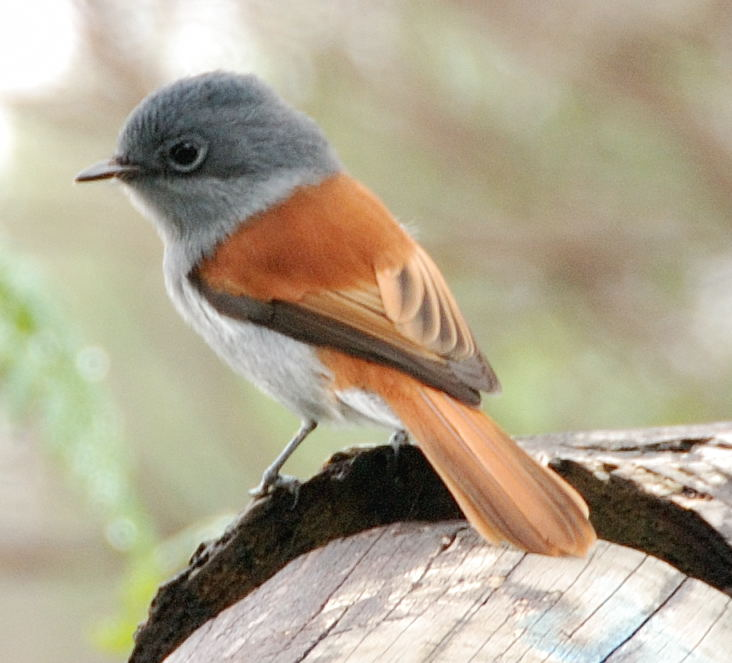
Маскаренський монарх-довгохвіст

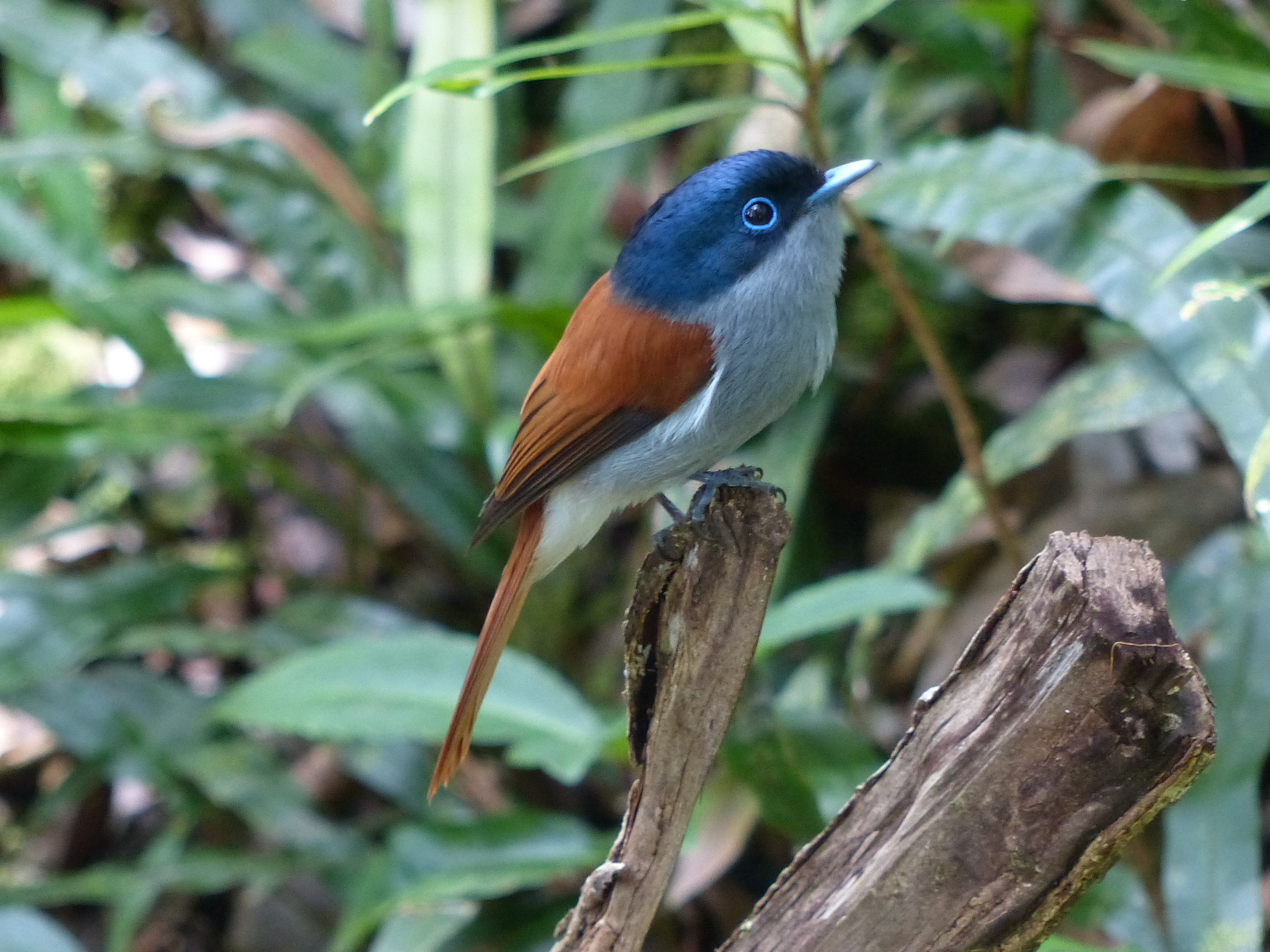
Маскаренський монарх-довгохвіст (Реюньйон)

Довжина птаха становить 15-20 см, вага 16-18 г. У самців верхня частина голови чорна або темно-синя, навколо очей кільця голої яскраво-синьої шкіри. Груди і живіт білуваті, спина і крила темно-бордові. Самиці мають дещо менші розміри, голова у них темно-сіра, дзьоб світліший. У самців відсутні видовжені стернові пера, характерні для інших представників роду. Представники підвиду T. b. desolata мають більші розміри і яскравіше забарвлення, ніж представники номінативного підвиду.

## Підвиди
Виділяють два підвиди:
- T. b. bourbonnensis (Müller, PLS, 1776) — острів Реюньйон;
- T. b. desolata (Salomonsen, 1933) — острів Маврикій.

## Поширення і екологія
Маскаренські монархи-довгохвости мешкають на Реюньйоні та на Маврикії. Представники підвиду T. b. desolata мешкають в тропічних лісах з густою кроною і рідким підліском на узбережжі Маврикія. Представники номінативного підвиду живуть в різноманітних природних середовищах, зокрема на плантаціях і в садах по всьому острову, на висоті до 500-600 м над рівнем моря. Маскаренські монархи-довгохвости живляться комахами, яких ловлять в польоті або шукають серед листя. На Реюньйоні вони часто приєднуються до змішаних зграй птахів разом з окулярниками. Сезон розмноження на Маврикії триває з серпня по лютий, на Реюньйоні з вересня по грудень. Гніздо глибоке, конусоподібне, робиться з моху, лишайників і павутиння. В кладці 2-3 кремових або рожевуватих яйця, поцяткованих іржастими плямками. Інкубаційний період триває 14-18 днів, насиджують і самиці, і самці. Пташенята покидають гніздо через 5 тижнів після вилулплення, однак вони залишаються поряд з гніздом ще 8-9 тижнів.